# زين عوض
زين عوض (15 شباط 1978، عمان)، مغنّية أردنية.

## التعليم
حصلت زين عوض على درجة البكالوريوس في تخصص الموسيقى من الأكاديمية الأردنية للموسيقى عام 2000، حيث تخصصت في مجال الصوت والبيانو، كما حصلت على بكالوريوس تربية رياضية من الجامعة الأردنية عام 2003.

## مسيرتها المهنية
بدأت مسيرة زين الفنية من خلال المشاركة في الفعاليات المدرسية عزفاً وغناءً. شاركت بعد ذلك في فعاليات فنية مختلفة كمسرحية «طفل السلام» عام 1992، مسرحية «ميس الريم» 2005، مهرجان تبادل الثقافات بين ألمانيا والأردن عام 2003 برعاية المعهد الوطني للموسيقى، حفل يوم المرأة العالمي عامي 2005 و2006 في إنجلترا، وغير ذلك. شاركت أيضاً في بعض الفعاليات الاجتماعية غناءً وتلحيناً، كأداء أغنية في إطار حملة البر والإحسان في الأردن، وأغنية لذوي الاحتياجات الخاصة في البحرين، وحملة التوعية البيئية، فضلاً عن حفلات لجهات مختلفة مثل جمعية لجان المرأة، قرية الأطفال SOS، مبرة أم الحسين، جمعية التعاون، جمعية الشلل الدماغي - جمعية الأنرويل، جمعية الشابات المسلمات، جمعية الشابات المسيحيات، جمعية ترميم بيوت القدس، جمعية أصدقاء كبار السن، المتحف الوطني للفنون الجميلة. تعمل زين على إعادة أداء بعض أغاني الفنانة سميرة توفيق المتعلقة بالتراث الأردني.
شاركت الفنانة زين في مهرجان جرش للثقافة والفنون 2021، ومهرجان الأردن للإعلام العربي، ومهرجان الجونة السينمائي في دورته الخامسة.

## الجوائز
حصلت زين عوض على جائزة جوردان أواردرز في دورته الأولى عن فئة أفضل مطربة صاعدة، والجائزة الأولى عن أغنية «يا دمعي المر» في مهرجان الأغنية الأردني الثاني عام 2003، كما حصلت على الجائزة الثانية في مهرجان «اتحاد الإذاعات العربية» عن أغنية «صباح الخير يا إنسان».
حصلت زين على لقب «سفيرة الإبداع» في الأردن عام 2018.